# Val di Funes (przystanek kolejowy)
Val di Funes (wł. Stazione di Val di Funes, niem: Bahnhof Villnösstal) – przystanek kolejowy w Klausen, w prowincji Bolzano, w regionie Trydent-Górna Adyga, we Włoszech. Znajduje się na linii Werona – Innsbruck.
Przystanek jest nieczynny od 2001.

## Linie kolejowe
- Werona – Innsbruck(inne języki)